# Magdalena Matte
Magdalena Matte Lecaros (nascida em 13 de agosto de 1950) é engenheira civil, empresária e política chilena que integra a União Democrática Independente (UDI) e fez parte do Ministério da Habitação e do Desenvolvimento Urbano do Chile, sob o governo do atual presidente Sebastián Piñera, para mandato de 2010 a 2014. Ela é membro da família Matte. É natural de Santiago.

## Carreira
Trabalhou no setor privado, principalmente na empresa Papeleria Dimar, da qual foi executiva e investidora. Em 2002, trabalhou com a Fondo Confianza através da fundação La Vaca, onde ajudou financiar mulheres empreendedoras com recursos econômicos. Ela criou duzentos e trinta centros de trabalho e educação que atendem a três mil mulheres na área de El Maule Sur.

## Política
Em 9 de fevereiro de 2010, o então presidente eleito Sebastián Piñera indicou Magdalena Matte como sua Ministra de Habitação e de Desenvolvimento Urbano. Em 19 de abril de 2011, Magdalena deixou o cargo de ministra devido ao suspeito pagamento de compensação milionária a construtora Kodama.